# Pompei (2007)
Pompei (Pompeya) es una producción italiana para televisión del 2007, dirigida por Giulio Base, escrita por Francesco Arlanch y Salvatore Basile y con una duración de 200 minutos. Es un drama basado en los últimos días de Pompeya, la ciudad enterrada por la erupción del Vesubio en el año 79 d. C.

## Reparto
- Lorenzo Crespi: el centurión Marco
- Andrea Osvárt: la esclava Valeria
- Massimo Venturiello: el magistrado Quelidón
- Francesco Pannofino: el médico Cuspio
- Giuliano Gemma: Tito
- Maria Grazia Cucinotta: la noble Lavinia
- Massimo Giuliani: Vetucio[4]
- Stefano De Sando: el magistrado Apuleyo
- Maurizio Aiello: el tribuno Tiberio
- Vincenzo Bocciarelli: Aniceto[5]
- Sergio Fiorentini: el aguador Cornelio
- Antonio Serrano: Publio[6]
- Fabrizio Bucci: el esclavo Ennio
- Giulio Base: Plinio[7]
- Gabriella Barbuti: la mujer 1.023
- Larissa Volpentesta: Ática
- Giulietta Revel: Livila
- Selvaggia Quattrini: Recia
- Manrico Gammarota: Meleagro
- Luigi Di Fiore: Aulo
- Roberto Brazil: oficial de la nave
- Lorenzo Renzi: Celado
- Diego Sebastian Misasi: Fulvio a los 9 años